# Janvier 2013 en sport
Pour un article plus général, voir 2013 en sport.
Cette page concerne l'actualité sportive du mois de janvier 2013

## Faits marquants

### Samedi5 janvier
- Rallye automobile : départ du Rallye Dakar 2013 de Lima au Pérou.

### Dimanche6 janvier
- Hockey sur glace : Fin du Lock-out dans la Ligue nationale de hockey, ce qui permet le début de la saison LNH 2012-2013.

### Lundi7 janvier
- Football : Lionel Messi remporte son quatrième Ballon d'or et devient le premier joueur à réaliser cette performance[20].

- 16 au 19 janvier ; WRC : le Rallye Monte-Carlo 2013 est remporté par Sébastien Loeb et Daniel Elena.
- 26 et 27 janvier : les 24 Heures de Daytona sont remportées par Charlie Kimball, Scott Pruett, Memo Rojas et Juan Pablo Montoya sur une Riley-BMW du Chip Ganassi Racing.